# Alexandre Grondeau
 (juillet 2023).
Alexandre Grondeau, né à Bordeaux en 1978, est un universitaire français.

## Biographie
Après des études de géographie à Nanterre, il soutient sa thèse en 2007 sur les territoires de hautes technologies et passe une habilitation à diriger les recherches en 2021 sur le thème de la géographie de l'innovation. Il obtient un poste de maître de conférence à l’Université Aix-Marseille en 2010. En 2023, il est élu Professeur des Universités après avoir été élu directeur adjoint du laboratoire TELEMMe. Il est parallèlement critique musical et fondateur du média en ligne www.reggae.fr.
Au niveau familial, il est le petit-neveu du philosophe Michel Serres.

## Publications

### Académiques
Alexandre Grondeau est co-auteur  avec Guy Burgel de l’ouvrage Géographie Urbaine, sorti en 2015 et réédité en 2020. Il est l'auteur de nombreux articles universitaires sur les villes dans la mondialisation, les milieux underground et les territoires alternatifs. En 2022, il publie Altermétropolisation, une autre vi(ll)e est possible où il développe un certain nombre de concepts comme ceux de métropolisation 3.0, de schizophrénie urbaine et d'altermétropolisation. Cette dernière notion est définie comme « l’ensemble des actions et des territoires produisant de l’innovation sociale et constituant de facto une autre manière de fabriquer la ville actuelle ». En 2024, il dirige le numéro Villes, communs et transitions : perspectives altermétropolitaines de la revue scientifique BAGF.
L’altermétropolisation est donc un processus d’urbanisation alternatif à la métropolisation, au néolibéralisme urbain et à l’aménagement entrepreneurial. Il désigne les mécanismes de territorialisation et de production d’innovation sociale et l’intégration des notions de biens communs urbains, de nouveaux droits à la ville, de slow urbanism, d’économie circulaire, de responsive city, d’hétérotopie, d’économie sociale et solidaire, de street art, de zones autonomes temporaires.

### Littéraires
Son premier roman, Pangée, est publié en 2012 par la maison d'édition La lune sur le toit.
Son deuxième roman, Génération H, est publié en 2013 et rencontre un succès important. La suite de ce premier ouvrage est composée de 3 autres romans : Têtes chercheuses d'existence, Bons à rien sauf à vivre, Ici et maintenant. La quadrilogie s'écoule à plus de 60 000 exemplaires.

### Musicales
En 2016, il dirige la rédaction de l'ouvrage collectif Reggae Ambassadors : la Légende du reggae,, comptant parmi ses auteurs Julien Marsouin, Leïla Achour ainsi que 8 photographes. Ce projet littéraire et cinématographique obtient le Prix Coup de Cœur Musique du Monde de l’Académie Charles Cros en 2017[réf. nécessaire] et est traduit au Japon en 2018. Selon Le Monde, « enfin un livre sur le reggae qui n’en fait pas des tonnes sur Bob Marley et (…) qui rend ainsi cette musique à cette modernité » . « Une mine d’or » selon L'Humanité, « un livre majeur » selon RFI, une vraie encyclopédie du reggae pour Radio France, « un riche et très ludique aperçu historique de la scène reggae jamaïcaine » selon Nova. Le film Reggae Ambassadors : la Légende du reggae est diffusé dans de nombreux festivals partout en France, et dans le cadre du Black History Month à Dakar au Sénégal en février 2020.
Alexandre Grondeau dirige un autre ouvrage collectif consacré au reggae français et intitulé Reggae Ambassadors 100% reggae français, publié en 2018.
En 2019, il signe l'essai Bob Marley un héros universel, un livre « qui fera date pour sa puissance de ton, sa lucidité de fond », selon La Provence, consacré livre de la semaine dans l'émission de Matthieu Conquet, Et je remets le son, sur France Inter le 5 janvier 2020, salué par RFI. Le livre est « une analyse critique et originale qui manquait » selon Marianne. Pour L'Humanité, l'auteur y « met admirablement en lumière la vive actualité des combats du reggae ».
En 2021, il est choqué par l'absence d'hommage de la part de Roselyne Bachelot, ministre de la Culture lors du décès du chanteur Tonton David et décide alors de lui rendre hommage en publiant en 2024 Tonton David, le prince des débrouillards. Selon RFI, c'est un "livre majeur", "un ouvrage passionnant sur un artiste passionnant", pour RTL. Le livre est salué par la critique et la presse papier et radio : France Bleu, Le Monde, Nice Matin, FrancoFans, France-Antilles, le livre comble l'absence d'hommage officiel rendu à l'artiste décédé en 2021.

### Œuvres
- Pangée, Aix-en-Provence, la Lune sur le toit, 2011, 347 p. (EAN 9782953883404, BNF 42585578)
- Génération H, Aix-en-Provence, la Lune sur le toit, 2012, 316 p. (EAN 9782953883411, BNF 43513096)
- Sélection naturelle : un roman capitaliste, Aix-en-Provence, la Lune sur le toit, 2013, 230 p. (EAN 9782953883428, BNF 43743710)
- Têtes chercheuses d'existence, Aix-en-Provence, la Lune sur le toit, coll. « Génération H » (no 2), 2015, 354 p. (EAN 9782953883435, BNF 44328380)
- Alexandre Grondeau et Julien Marsouin (photogr. Franck Blanquin, Kevin Buret, Philippe Campos, Aurore Cotterlaz, Andréa Dautelle, Ninon Duret, livre & film documentaire), Reggae ambassadors, Aix-en-Provence, la Lune sur le toit, 2016, 201 p. (EAN 9782953883442, BNF 45086861)
- Bons à rien sauf à vivre, Aix-en-Provence, la Lune sur la toit, coll. « Génération H » (no 3), 2017, 291 p. (EAN 9782953883459, BNF 45291772)
- Tonton David : le prince des débrouillards (Biographie), Aix-en-Provence, La Lune sur le toit, 2024, 231 p. (ISBN 9782958164508 et 2958164500, OCLC 1501616870)

## Réception et controverses
Le roman Génération H, publié en 2013, provoque une controverse à sa sortie. Pour une partie de la presse, il s'agit d'un roman traitant d'un sujet de société :  « une plongée (…) dans la France qui fume »  selon Libération, « un roman qui décode la hasch culture » selon L’Express L'impartial, « une substance littéraire illicite »  pour Radio France. « Cet auteur nous permet de porter un autre regard sur cette jeunesse »  ajoute Publikart et décrit  « l’immense besoin d‘une génération rebelle éprise de liberté »  pour Longueurdondes. Selon Roadsmag, ce livre « enterre la beat génération ».
Les prises de position d'Alexandre Grondeau sont sujettes à polémiques. Par exemple, il fut l'invité de France Info pour faire la promotion de son roman. A cette occasion, la chaîne de radio fut rappelée à l'ordre par le CSA pour apologie de la consommation de drogue. Le CSA considéra « que les propos tenus pouvaient avoir pour effet de banaliser la consommation de cannabis, ce qui est contraire à la délibération du 17 juin 2008 relative à l’exposition des produits du tabac, des boissons alcooliques et des drogues illicites à l’antenne des services de radiodiffusion, l’animateur n’ayant, à aucun moment, rappelé le caractère illégal de la consommation de cannabis ni évoqué les risques pour la santé qu’une consommation importante de cette drogue peut entraîner, manquant ainsi à son devoir de bonne information des auditeurs ».